# Szaracén szőnyeg
A spanyolországi mórok által a 14-15. században készített szőnyegek gyűjtőneve. Ezek a nyugati muszlimok legrégibb szőnyegemlékei, csupán néhány példány maradt fenn. Tükörrészüket mértani jellegű idomok vagy csillagok díszítik, a keretrészben kúfi írásjegyes minta. Stilisztikai elemzésekkel arra jutottak, hogy a mórok mesterei kis-ázsiai szőnyegszövők voltak.